# نهائي كوبا ليبرتادوريس 1982
كانت نهائيات كأس ليبرتادوريس أمريكا عام 1982 هي آخر مباراة ذهاب وإياب لتحديد بطل نسخة 1982. وخاضها نادي بينارول الأوروغوياني وكوبريلوا التشيلي. أقيمت مباراة الذهاب في 26 نوفمبر على ملعب سينتيناريو (الذي استخدمه بينارول كمستضيفه في ذلك الوقت) مع مباراة الإياب التي أقيمت يوم 30 نوفمبر على ملعب ناسيونال في سانتياغو .فاز بينارول 1-0 في مجموع المباراتين ، محققًا الكأس للمرة الرابعة.

## الفرق المتأهلة
| فريق     | التطبيق النهائيات السابقة.           |
| -------- | ------------------------------------ |
| بينارول  | 1960، 1961 ، 1962، 1965، 1966 ، 1970 |
| كوبريلوا | 1981                                 |